# Catharina Priggen
Catharina Priggen (* 4. August 1631; † 3. Juli 1706) war Äbtissin des Heideklosters Medingen bei Bevensen.

## Leben
1681 trat sie die Nachfolge von Margareta II. von Dassel an. 1686 ließ sie die Sakristei an der Südseite der Kirche bauen. 1690 folgten weitere bauliche Maßnahmen. Zwei Jahre später ließ sie die Klosterstatuten dem Kloster St. Katharina in Wolmirstedt, der Vorgängerinstitution der dortigen Neuen Abtei, übermitteln. Dies geschah auf Anfrage der Wolmirstedter Äbtissin, denn die schriftlichen Statuten des zum Bistum Halberstadt gehörenden Mutterklosters Medingens waren durch die Magdeburger Hochzeit zerstört worden. 1698 wurde die 1497 eingeführte gemeinsame Speisung in Medingen abgeschafft.